# Iida Shōjirō

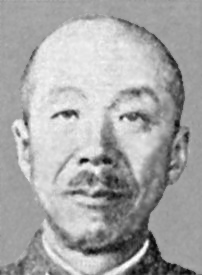
Iida Shōjirō

Iida Shōjirō (jap. 飯田 祥二郎; * 8. August 1888 in der Präfektur Yamaguchi; † 23. Januar 1980 in Tokio) war ein Generalleutnant der Kaiserlich Japanischen Armee.

## Leben
Der in der Präfektur Yamaguchi geborene Iida schloss 1908 die Kaiserlich Japanische Heeresakademie und im Dezember 1915 die Kaiserlich Japanische Heereshochschule ab. Im Dezember 1918 wurde er zum Hauptmann befördert. Als solcher nahm er an der Sibirischen Intervention teil.
Nachdem er in verschiedenen administrativen Positionen innerhalb des Kaiserlich Japanischen Generalstabs gedient hatte, war er von 1932 bis 1934 Ausbilder an der Heeresinfanterieschule, bevor er im Anschluss daran bis 1935 Befehlshaber des 4. Regiments der Kaiserlich Japanischen Garde wurde. Hiernach war er bis 1937 Stabschef der 4. Division.
Nach Beginn des Zweiten Chinesisch-Japanischen Krieges wurde Iida Anfang 1938 Stabschef der in China kämpfenden 1. Armee. Schon bald darauf wurde er jedoch nach Taiwan versetzt um die dortige Taiwan-Armee zu befehligen. 1939 kehrte er nach Japan zurück und wurde dort bis 1941 Befehlshaber der Kaiserlichen Garde.
Kurz vor Beginn des Pazifikkriegs übernahm Iida den Befehl über die 25. Armee, die Französisch-Indochina besetzt hielt. Er schlug sein Hauptquartier in Saigon auf und befasste sich mit der Planung für eine mögliche Invasion Thailands. Anfang Dezember 1941 übernahm er den Befehl über die neu formierte 15. Armee, welche aus der 33. und der 55. Division bestand. Ab dem 8. Dezember überquerten seine Truppen die Grenze und schlugen den nur leichten Widerstand der Thai-Truppen. Nachdem Japan die thailändische Regierung zu einem Verteidigungspakt gezwungen hatte, durchquerten Iidas Truppen das Land und überquerten am 20. Januar 1942 die Grenze zur britischen Kolonie Burma. Hiermit lösten sie den Burmafeldzug aus.
Iidas 35.000 Soldaten schafften es trotz des schwierigen Terrains und knappen Nachschubs, die alliierten Kräfte auszumanövrieren und am 8. März Rangun zu erobern. Hiermit durchschnitt er die Burmastraße, was es den Alliierten vorerst nahezu unmöglich machte, der bedrängten Republik China über den Landweg Nachschub zu senden. Bis zum Mai waren die Alliierten bis an die Grenzen Indiens und Chinas zurückgedrängt und hatten etwa 30.000 Verluste zu beklagen während die der Japaner, die inzwischen auf vier Divisionen verstärkt worden waren, bis dahin bei nur etwa 7.000 Mann lagen.
Im Jahr 1943 wurde Iida nach Japan zurückgerufen und zum Zentralen Verteidigungskommando versetzt. 1944 wurde er noch kurzzeitig Oberbefehlshaber der Zentraldistriktsarmee, bevor er sich noch im selben Jahr in den Ruhestand zurückzog. Aufgrund der massiven Neuaushebungen der japanischen Armee wurde er jedoch bereits Mitte 1945 wieder in den Dienst zurückgerufen und zum Befehlshaber der 30. Armee in Mandschukuo ernannt. Während der sowjetischen Invasion der Mandschurei geriet Iida in Kriegsgefangenschaft und blieb bis 1950 in der Sowjetunion interniert. Iida starb am 23. Januar 1980 in Tokio.